# Kalomoíra
Kalomoíra är en ort i Grekland.   Den ligger i prefekturen Trikala och regionen Thessalien, i den centrala delen av landet, 280 km nordväst om huvudstaden Aten. Kalomoíra ligger 611 meter över havet och antalet invånare är 508.
Terrängen runt Kalomoíra är kuperad åt nordost, men åt sydväst är den bergig. Runt Kalomoíra är det mycket glesbefolkat, med 6 invånare per kvadratkilometer. Närmaste större samhälle är Kalampáka, 19,1 km öster om Kalomoíra. 